# Xylophanes tersa
Espèce
Xylophanes tersa est une espèce de lépidoptères de la famille des Sphingidae, de la sous-famille des Macroglossinae, tribu des Macroglossini, sous-tribu des Choerocampina, et du genre Xylophanes.

## Description

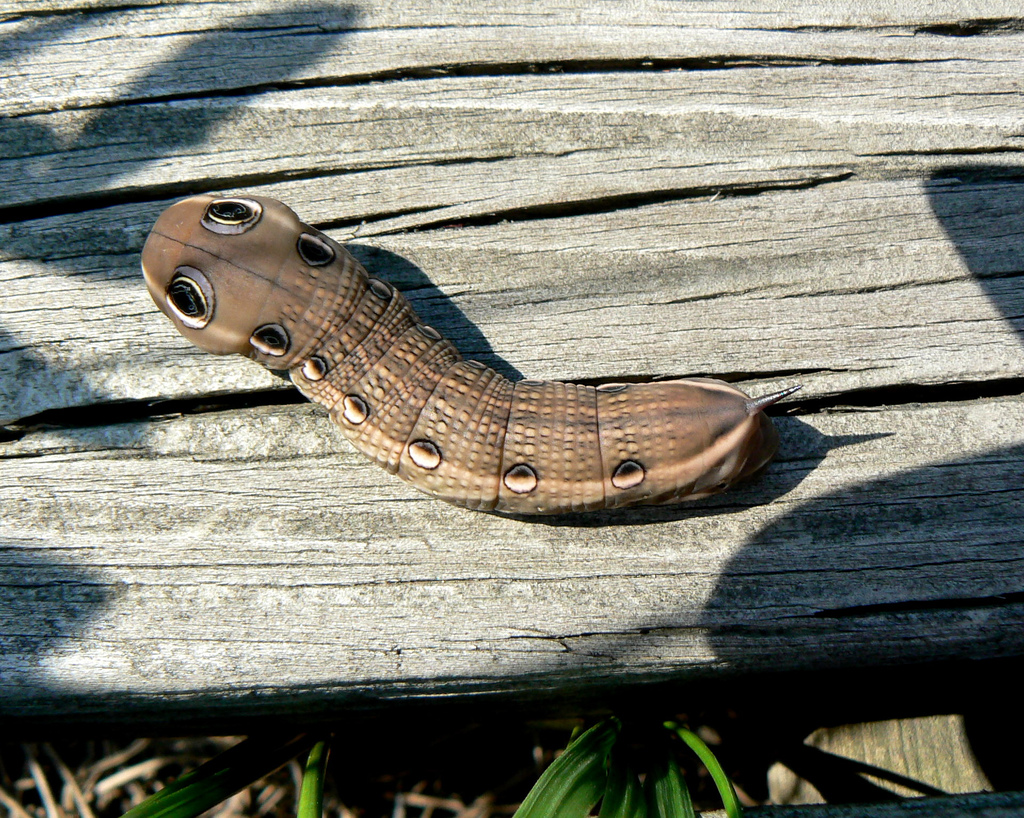
chenille
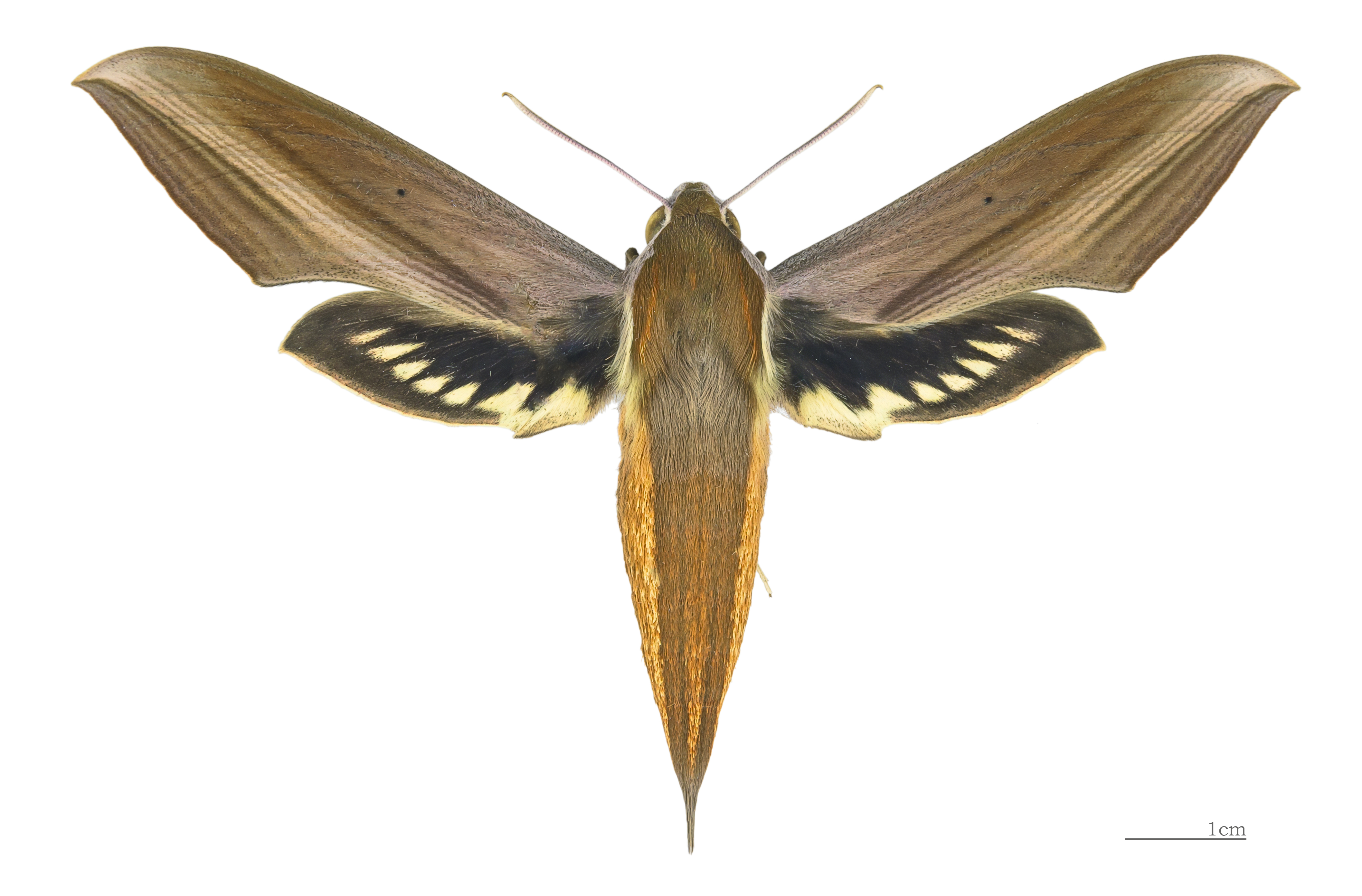
Face dorsale - Muséum de Toulouse
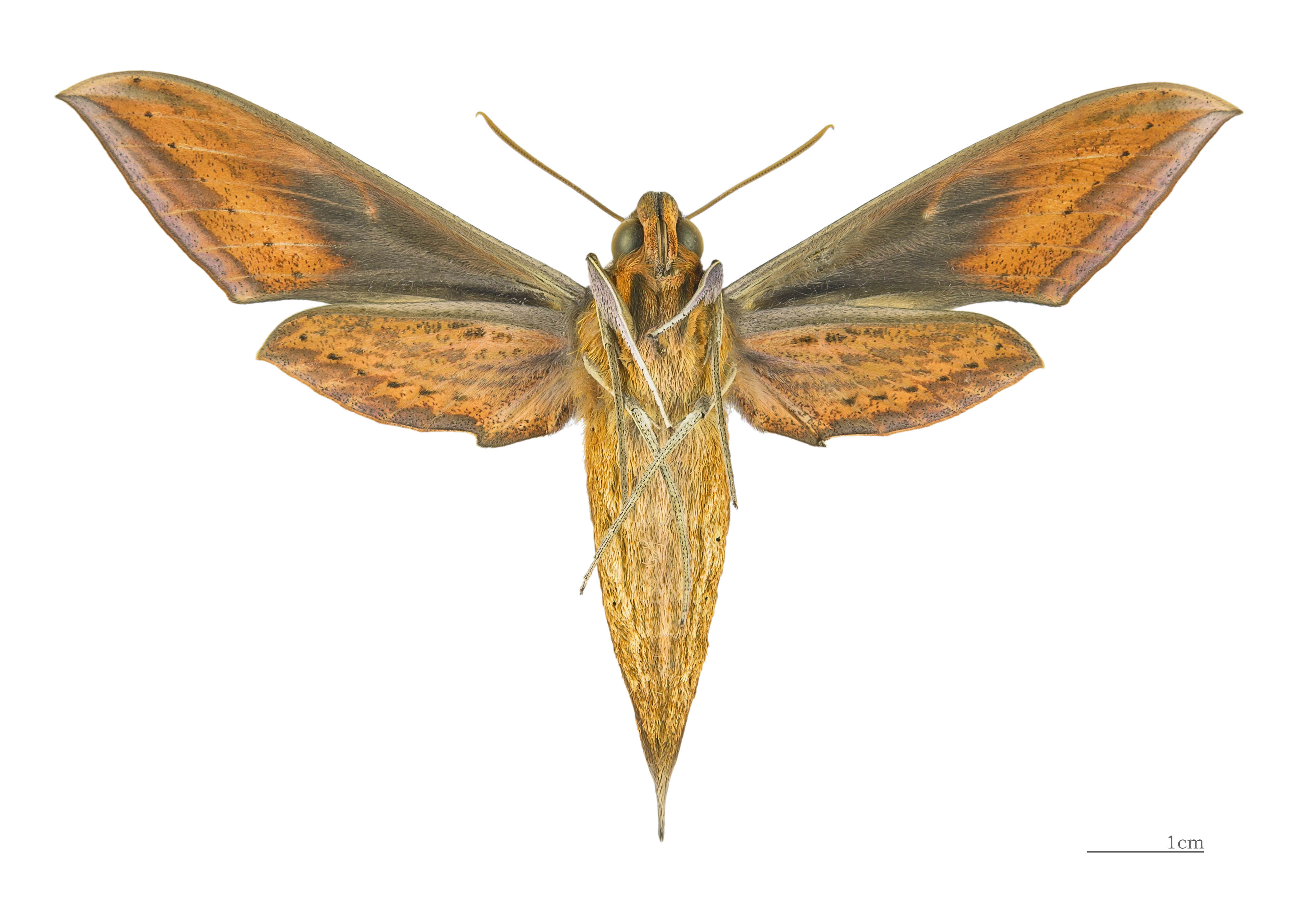
Face ventrale △ - Muséum de Toulouse

## Biologie
Les larves se nourrissent sur les genres Borreria, Catalpa, Manettia, sur les espèces Spermacoce glabra, Hamelia patens, Hedyotis nigricans, Heimia salicifolia, Psychotria microdon, Psychotria nervosa, Inga vera. Elles ont un aspect de petit serpent.

## Systématique
L'espèce Xylophanes tersa a été décrite par le naturaliste suédois Carl von Linné en 1771, sous le nom initial de Sphinx tersa.

### Synonymie
- Sphinx tersa Linnaeus, 1771 Protonyme
- Xylophanes tersa tristis (Closs, 1918)
- Xylophanes tersa cubensis Gehlen, 1941

## Taxinomie
Liste des sous-espèces
- Xylophanes tersa tersa (Linné, 1771)
- Xylophanes tersa chaconi De Marmels, Clavijo & Chacin, 1996[3].